# NGC 6606
NGC 6606 (również PGC 61633 lub UGC 11174) – galaktyka spiralna (Sb), znajdująca się w gwiazdozbiorze Lutni. Odkrył ją Édouard Jean-Marie Stephan 8 sierpnia 1883 roku.